# Теодор Плів'є
Теодор Отто Ріхард Плів'є (нім. Theodor Otto Richard Plievier; до 1933 Plivier; 12 лютого 1892, Берлін — 12 березня 1955, Авеньо, Тічино, Швейцарія) — німецький письменник, автор трилогії про Другу світову війну, що включає романи «Сталінград», «Москва» і «Берлін».

## Біографія
Теодор Плів'є був тринадцятою дитиною в сім'ї Теодора Р. Плів'є і Альбертіні Л. Тінґ. Батько майбутнього письменника займався ремеслом: виготовляв і ремонтував напилки. Уже у дванадцять років юний Теодор почав працювати на ринку в Веддінзі, а після закінчення середньої школи став вчиться на муляра.
У шістнадцять років через сварку з батьками Плів'є покинув рідний дім в Гезундбруннені і почав мандрувати Європою. Через Лейпциг і Мюнхен Теодор потрапив спочатку у Відень, а звідти в Будапешт, де після арешту його виселили на угорський кордон, деякий час поневірявся Богемією і Пфальцом, а потім Рейном дістався до Роттердама. Після невдалої спроби потрапити у Велику Британію, сховавшись в трюмі англійського пароплава, Плів'є влаштувався матросом в торговий флот. З 1910 по 1913 рік жив в Південній Америці в Чилі, де працював рибалкою, скотопогонщиком, рудокопом і перекладачем.
Після повернення 1914 року в Німеччину Плів'є був покликаний на службу в Імператорський військово-морський флот і протягом Першої світової війни служив на допоміжному крейсері «Wolf». У листопаді 1918 року Теодор взяв активну участь в матроському повстанні в Кілі.
Після війни Плів'є звільнився з флоту і впритул зайнявся розвитком анархістського руху в країні. 1920 року одружився з актрисою Марією Штоц. 1922 року організував збір коштів для голодуючих в Росії. Деякий час працював журналістом і перекладачем, а потім знову влаштувався матросом і поїхав в Чилі, де служив секретарем німецького віцеконсула.
Після повернення Плів'є в Німеччину 1929 року був опублікований його перший роман «Кулі Кайзера» (нім. Des Kaisers Kulis), на основі якого 1930 року режисером Ервіном Пискатором була створена театральна постановка. У тому числі через критику військової системи Німеччини на сторінках цієї книги після приходу до влади націонал-соціалістів Плів'є потрапив в чорний список авторів.
1931 року після розлучення з Марією Штоц письменник одружується з акторкою Гільдеґард Піскатор, колишній дружині Ервіна Піскатора.
1933 року Плів'є емігрував до СРСР в Ленінград. Потім оселився в селищі Паульськоє (сучасна Павлівка в Самарській області), в кінці 30-х років переїхав до Москви. 1941 року відправився в евакуацію спочатку в Ташкент, а пізніше в Уфу. 1943 року вступив до Національного комітету «Вільна Німеччина». Під час перебування в Паульському письменник працював над створенням роману про німців Поволжя, проте був змушений спалити рукописи.
1945 року в двох видавництвах «Aufbau Verlag» (Берлін) і «El libro libre» (Мехіко) майже одночасно вийшов роман «Сталінград», який згодом був перекладений на 26 мов і став найпопулярнішим твором Плів'є. Під час роботи над книгою письменник отримав дозвіл на доступ до документів по Сталінградській битві і листів німецьких солдатів.
В цьому ж році Теодор Плів'є повернувся до Німеччини, в Радянську зону окупації, два роки працював депутатом Тюрінгенського ландтагу, брав участь в діяльності Культурного союзу і місцевих видавництв.
1948 року письменник переїхав до Західної Німеччини, спочатку в Гамбург, а потім в Констанц, пояснюючи даний вчинок розчаруванням у політиці радянського комунізму. 1950 року одружується на Маргариті Ґроті. А 1953 року оселився в районі Авеню швейцарського кантону Тічино.

## Твори
- 1923 — «Aufbruch»
- 1923 — «Weltwende»
- 1 930 — «Кулі Кайзера. Роман з життя німецького військового флоту» (нім. Des Kaisers Kulis. Roman der deutschen Kriegsflotte, роман)
- 1930 — «Zwölf Mann und ein Kapitän» (збірка новел)
- 1932 — «Über seine Arbeit»
- 1932 — «Кайзер пішов, генерали залишилися» (нім. Der Kaiser ging, die Generäle blieben, роман)
- 1935 — «Десяте листопада 1918 р.: Глава з однойменного роману» (нім. Der 10. November 1918. Ein Kapitel aus dem gleichnamigen Roman)
- 1939 — «В Комп'єнському лісі» (нім. Im Wald von Compiegne)
- 1940 — "Das Tor der Welt. Tudapa "
- 1941 — «Im letzten Winkel der Erde»
- 1942 — «Їжак» (нім. Der Igel, збірка оповідань)
- 1945 — «Сталінград» (нім. Stalingrad, роман)
- 1946 — «Акули. Комедія з матроського побуту» (нім. Haifische, роман)
- 1949 — «Eine deutsche Novelle»
- 1952 — «Moskau» (роман)
- 1954 — «Berlin» (роман)